# Shorzha
Shorzha (in armeno Շորժա?) è un comune dell'Armenia di 466 abitanti (2009) della provincia di Gegharkunik.